# Chorować w USA
Chorować w USA (ang. Sicko) – amerykański film dokumentalny z 2007 roku w reżyserii Michaela Moore'a. Obraz był nominowany do Oscara za najlepszy pełnometrażowy film dokumentalny.

## Treść
Film ten opowiada o kontrowersyjnym systemie opieki zdrowotnej w Stanach Zjednoczonych oraz wpływie medycznego establishmentu na sytuację, jaka panuje w amerykańskiej służbie zdrowia.

## Obsada
- Michael Moore jako on sam
- Reggie Cervantes jako ona sama
- John Graham jako on sam
- Bill Maher jako on sam
- Linda Peeno jako ona sama